# Operation: Mindcrime
| Оценки критиков               | Оценки критиков |
| Источник                      | Оценка          |
| ----------------------------- | --------------- |
| AllMusic                      | [ 1 ]           |
| The Rolling Stone Album Guide | [ 2 ]           |
| Martin Popoff                 | (9/10)          |
| Metal Forces                  | (9.5/10)        |

Operation: Mindcrime — третий студийный альбом группы Queensrÿche, вышедший 3 мая 1988 года. 6 мая 2003 года альбом был переиздан с двумя бонус-треками, а в 2006 году вышел в делюкс-издании. Американский онлайн-журнал Loudwire поместил альбом на 3-е место в топе-25 альбомов прогрессивного метала всех времён.

## Об альбоме
Сюжет альбома касается судьбы наркомана Никки, втянутого в совершение террористических актов в целях некого подпольного движения; Никки причиняют страдания его неуместная преданность этому движению и любовь к проститутке, ставшей монахиней (Мэри, вокальная партия — Памела Мур).

## Список композиций
| №  | Название                | Автор(ы)                               | Длительность |
| -- | ----------------------- | -------------------------------------- | ------------ |
| 1. | «I Remember Now»        | Крис ДеГармо, Джефф Тейт, Майкл Уилтон | 1:17         |
| 2. | «Anarchy—X»             | ДеГармо                                | 1:27         |
| 3. | «Revolution Calling»    | Тейт, Уилтон                           | 4:42         |
| 4. | «Operation: Mindcrime»  | ДеГармо, Тейт, Уилтон                  | 4:43         |
| 5. | «Speak»                 | Тейт, Уилтон                           | 3:42         |
| 6. | «Spreading the Disease» | Тейт, Уилтон                           | 4:07         |
| 7. | «The Mission»           | ДеГармо                                | 5:45         |

| №   | Название                  | Автор(ы)              | Длительность |
| --- | ------------------------- | --------------------- | ------------ |
| 8.  | «Suite Sister Mary»       | ДеГармо, Тейт         | 10:41        |
| 9.  | «The Needle Lies»         | Тейт, Уилтон          | 3:08         |
| 10. | «Electric Requiem»        | Скотт Рокенфилд, Тейт | 1:22         |
| 11. | «Breaking the Silence»    | ДеГармо, Тейт         | 4:34         |
| 12. | «I Don't Believe in Love» | ДеГармо, Тейт         | 4:23         |
| 13. | «Waiting for 22»          | ДеГармо               | 1:05         |
| 14. | «My Empty Room»           | Тейт, Уилтон          | 1:25         |
| 15. | «Eyes of a Stranger»      | ДеГармо, Тейт         | 6:39         |

| №  | Название                                                                      | Автор(ы)     | Длительность |
| -- | ----------------------------------------------------------------------------- | ------------ | ------------ |
| 1. | «The Mission» (Live at The Hammersmith Odeon, London, UK on 15 November 1990) | ДеГармо      | 6:11         |
| 2. | «My Empty Room» (Live at The Astoria Theatre, London, UK on 20 October 1994)  | Тейт, Уилтон | 2:43         |

## Участники записи
Состав группы
- Джефф Тейт — вокал, клавиши
- Крис ДеГармо — гитара
- Майкл Уилтон — гитара
- Эдди Джексон — бас-гитара
- Скотт Рокенфилд — ударные, перкуссия, клавиши на «Electric Requiem»

Роли
- Джефф Тейт — Никки
- Памела Мур — сестра Мэри
- Энтони Валентайн — Доктор Икс
- Дэбби Уилер — медсестра
- Майк Снайдер — ведущий программы
- Скотт Матир — Отец Уильям
- The Moronic Monks of Morin Heights — хор

## Позиции в чартах
| Чарт (1988)                   | Позиция |
| ----------------------------- | ------- |
| Swiss Albums Chart            | 21      |
| Swedish Albums Chart          | 25      |
| Dutch Albums Chart            | 29      |
| German Albums Chart           | 40      |
| Billboard 200 (USA)           | 50      |
| UK Albums Chart               | 58      |
| Oricon Japanese Albums Charts | 64      |
| RPM100 Albums (Canada)        | 75      |

| Год  | Название                  | Чарт                       | Позиция |
| ---- | ------------------------- | -------------------------- | ------- |
| 1989 | «Eyes of a Stranger»      | Hot Mainstream Rock Tracks | 35      |
| 1989 | «Eyes of a Stranger»      | UK Singles Chart           | 59      |
| 1989 | «I Don't Believe in Love» | Hot Mainstream Rock Tracks | 41      |

## Сертификации
| Страна | Организация | Год  | Продажи                  |
| США    | RIAA        | 1991 | Платиновый (+ 1,000,000) |